# Waldomiro Fioravante
Waldomiro Fioravante (Marcelino Ramos, 3 de setembro de 1954) é um advogado e político brasileiro.
Filho de Laudemiro Nunes Fioravante e de Carolina Fioravante.
Nas eleições de 1994 foi eleito deputado federal pelo Rio Grande do Sul.